# Alfredopetrovita
L'alfredopetrovita és un mineral aprovat el 2015, del qual se'n té poca informació. La seva localitat tipus es troba a la Mina El Dragón, Província d'Antonio Quijarro, Departament de Potosí, Bolívia.

## Característiques
L'alfredopetrovita és un element químic de fórmula química Al₂(Se⁴⁺O₃)₃(H₂O)₆. Cristal·litza en el sistema hexagonal. L'any 2022 va ser descoberta una espècie dimorfa seva: la bernardevansita.